# Binta Touré Ndoye
Binta Touré Ndoye, née le 13 mai 1970 au Mali et de nationalité malienne, est une entrepreneure dans le secteur bancaire,.

## Biographie
Binta Touré a effectué des études en finance, en économie internationale et en développement à l’université centrale d’Oklahoma,. Elle est titulaire d’un MBA en Finance et en Économie Internationale et de Développement,.

### Vie professionnelle

#### Groupe Ecobank
En 1995 elle rejoint le Groupe Ecobank et y passe deux décennies dans des postes de responsabilité. Elle dirige la filiale malienne du groupe de 2007 à 2013 avant d'assurer la gestion des projets stratégiques au siège du Groupe Ecobank Transnational Incorporated à Lomé. En 2015, elle prend la direction de la filiale togolaise du groupe,,,.

#### Groupe Orabank
Binta Touré Ndoye a été la directrice générale adjointe du groupe bancaire panafricain Orabank de septembre 2015 à juin 2016, avant de devenir la Directrice générale de juillet 2016 à mai 2019. Elle a également été membre du conseil d’administration dans chacune des 7 filiales du Groupe Orabank qui est présent dans 12 pays et 4 zones monétaires.
En 2019, Binta Touré Ndoye a participé à l’introduction en bourse d’Oragroup à la BRVM à Abidjan pour une offre publique initiale (IPO) d’un montant historique de 56,92 milliards de FCFA.
Elle a aussi initié la première notation financière du Groupe Orabank : l’agence de notation Bloomfield Investment Corporation lui a attribué la note A (note d’investissement), avec une perspective stable ; et à court-terme, la note A2 (note d’investissement), avec une perspective stable.

## Distinctions
Chevalier de l'Ordre National du Mali (2010)

## Prix
Prix du Conseil d'Administration d'Ecobank Transnational Inc. (2013)